# Línea 2 (Metro de Caracas)
La Línea 2 es la Ramificación del Metro de Caracas que presta servicio hacia el Sur-Oeste de la ciudad. Está en funcionamiento desde el 4 de octubre de 1987, posee 17 estaciones, cuenta con 33.7 kilómetros de longitud y transporta aproximadamente más de 250 mil pasajeros diarios.

## Historia
Los orígenes de esta línea se remontan a octubre de 1977. Mientras se efectuaba la construcción de la primera etapa de la Línea Propatria ↔ Palo Verde, el Ejecutivo Nacional le dio prioridad a la Línea 2 (Caricuao ↔ El Silencio), iniciándose los estudios y proyectos de este ramal. Esta sección del metro de Caracas planteó especial dificultad, debido a que era la primera experiencia con vías divididas, además que las zonas por donde pasa la Línea poseen características excepcionales en cuanto a las construcciones en su perímetro: múltiples edificios habitacionales con protección antisísmica profunda en la Parroquia Caricuao, desarrollo habitacional descontrolado (barrios) en la parroquia Antímano y la ubicación del distribuidor vial más importante del Centro-oeste de Caracas (La Araña). Se optó por construir la vía férrea paralela a la Autopista Francisco Fajardo, debido a que implicaba una menor alteración paisajística, mientras que para el ramal múltiple Mamera-Zoológico/Las Adjuntas se decidió que fuera una construcción mixta: un tramo aéreo (hacia Zoológico) y uno superficial (vía Las Adjuntas).
Los trabajos comenzaron en 1982, con la construcción de las estaciones Zoológico, Caricuao y el Bulevar de Caricuao (un paseo peatonal que inicia en el Parque Zoológico de Caricuao y termina en la Redoma de Ruiz Pineda, de unos 3.7 km de largo). El tendido de rieles en el Patio de Las Adjuntas se inicia en 1984, mientras que en 1985 comienza el proceso de afectación y expropiación de inmuebles para construir el tramo La Paz - El Silencio. El 4 de octubre de 1987 comenzó a funcionar la primera etapa de la Línea 2, Las Adjuntas- Zoológico- La Paz, con 16,3 kilómetros de red férrea y 9 estaciones.
Mientras se ejecutaban los difíciles trabajos subterráneos de la Línea 2, el Metro creó un sistema de transporte superficial, para que miles de usuarios provenientes de las parroquias Caricuao y Las Adjuntas, pudiesen proseguir su viaje para conectarse con la Línea 1. A este sistema se le denominó Metrobús, el cual funcionaba con dos rutas: una Ruta Local (La Paz - La Hoyada), con paradas por toda la Av. San Martín y una Ruta Expresa , sin escalas, desde La Paz hasta El silencio (donde funciona actualmente la estación del Metro). Actualmente Metrobús es un servicio de buses integrado al metro, que recorre un total de 26 rutas - algunas incluyen a las ciudades dormitorios próximas a la ciudad capital- con el propósito de trasladar a los usuarios a otros sectores populares y puntos de interés que no están cerca de una estación. Metrobús inicio operaciones en octubre de 1987, y un año después, el 6 de noviembre de 1988 arranca el tramo La Paz- El Silencio de la Línea 2.
No fue sino hasta 2006 que se amplió la línea 2 con la inauguración del tramo Capuchinos - Zona Rental (actualmente denominada como Línea 4), descongestionando a la Línea 1.

## Estaciones
| Estación     | Conexiones | Parroquia  | Apertura               |
| ------------ | --- | ---------- | ---------------------- |
| Las Adjuntas | Metro de Los Teques | Macarao    | 4 de octubre de 1987   |
| Ruiz Pineda  | | Caricuao   | 4 de octubre de 1987   |
| Zoológico    | Metrobús: ruta 731 (UD4-UD5-Zoológico) | Caricuao   | 4 de octubre de 1987   |
| Caricuao     | | Caricuao   | 4 de octubre de 1987   |
| Mamera       | | Antímano   | 4 de octubre de 1987   |
| Antímano     | Metrobús: Ruta 601 (Antímano - Montalbán - La Paz) | Antímano   | 4 de octubre de 1987   |
| Carapita     | | Antímano   | 4 de octubre de 1987   |
| La Yaguara   | | El Paraíso | 4 de octubre de 1987   |
| La Paz       | Metrobús: Ruta 601 (Antímano - Montalbán - La Paz) / Ruta 603 (La Paz- La Guaira)/ Ruta P-604 (Centro Nacional de Rehabilitación - La Paz) / Ruta 605 (23 de Enero - Agua Salud - La Paz) | El Paraíso | 4 de octubre de 1987   |
| Artigas      | | El Paraíso | 6 de noviembre de 1988 |
| Maternidad   | | San Juan   | 6 de noviembre de 1988 |
| Capuchinos   | | San Juan   | 6 de noviembre de 1988 |
| El Silencio  | Línea 1, por pasillo de transferencia a la estación Capitolio | San Juan   | 6 de noviembre de 1988 |